# Црква Свете Тројице (Мохач)
Црква Свете Тројице је један од православних храмова Српске православне цркве у Мохачу (мађ. Mohacs). Црква припада Будимској епархији Српске православне цркве.
Црква је посвећена Светој Тројици.

## Историјат
Сматра се да су Срби у периоду после обнове Пећке патријаршије (1557) на просторима Барање, Задунавља па све до Балатона, имали повољан положај и да православље није било угрожено. У Мохачу је постојала православна богомоља још у то доба.По предању та црква је саграђена у 17. веку.
Садашња црква у Мохачу је саграђена 1752. године на месту првобитне из турског доба. Тада је подигнута само црквена лађа а тек 1773. године на основу дозволе царице Марије Терезије, дозидан је висок торањ.
Високи звоник је придодат 1777. године. Црква Свете Тројице је током 19. века два пута обновљена, 1889. и 1895. године. Почетком 20. века осликан је иконостас и представља копију иконостаса Уроша Предића из Саборне цркве у Новом Саду. Иконостас је рад мало познатог сликара Чока Мора.
У цркви се чува већи број икона рађених на дасци и платну из српских цркава у Барањи.
Црква Свете Тројице у Мохачу је парохија Архијерејског намесништва мохачког чији је Архијерејски намесник Јереј Зоран Живић. Администратор парохије је протонамесник Јован Бибић. 